# Municipio de Black Fish
El municipio de Black Fish (en inglés: Black Fish Township) es un municipio ubicado en el condado de St. Francis en el estado estadounidense de Arkansas. En el año 2010 tenía una población de 111 habitantes y una densidad poblacional de 1,24 personas por km².

## Geografía
El municipio de Black Fish se encuentra ubicado en las coordenadas 34°56′34″N 90°33′50″O / 34.94278, -90.56389. Según la Oficina del Censo de los Estados Unidos, el municipio tiene una superficie total de 89.26 km², de la cual 86,51 km² corresponden a tierra firme y (3,08 %) 2,75 km² es agua.

## Demografía
Según el censo de 2010, había 111 personas residiendo en el municipio de Black Fish. La densidad de población era de 1,24 hab./km². De los 111 habitantes, el municipio de Black Fish estaba compuesto por el 61,26 % blancos, el 30,63 % eran afroamericanos, el 2,7 % eran amerindios, el 3,6 % eran de otras razas y el 1,8 % eran de una mezcla de razas. Del total de la población el 3,6 % eran hispanos o latinos de cualquier raza.